# Dominik W. Rettinger
Dominik W. Rettinger, Dominik Wieczorkowski-Rettinger, Dominik Rettinger-Wieczorkowski (ur. 11 listopada 1953 w Szczecinie) – polski scenarzysta, reżyser filmowy i pisarz.
Syn Aleksandra Jerzego Wieczorkowskiego (1929-2012) - dziennikarza i felietonisty, autora książek i współpracownika Rozgłośni Polskiej Radia Wolna Europa.

## Twórczość

### Film
W 1976 r. ukończył studia kulturoznawstwa na Uniwersytecie Wrocławskim. W 1977 r. pracował po raz pierwszy jako asystent reżysera – przy filmie „Akcja pod Arsenałem”. W 1981 r. ukończył Państwową Wyższą Szkołę Filmową, Telewizyjną i Teatralną w Łodzi. Od 1988 do 1990 prowadził w Berlinie seminaria z aktorstwa filmowego.
Karierę zaczął w 1985 r. jako współautor i reżyser filmu fabularnego „Gra w Ślepca”. Film wygrał festiwal filmów fabularnych w Koszalinie w 1986 r., potem został zatrzymany przez cenzurę. Od 1990 Rettinger pracował jako kreator i reżyser filmów reklamowych. Napisał scenariusze do wielu seriali telewizyjnych, między innymi do większości odcinków wyreżyserowanej przez Agnieszkę Holland „Ekipy”, której akcja toczy się w warszawskich kręgach rządowych. W serialu tym zagrał też niewielką rolę.
Jest autorem emitowanej w 2014 r. sztuki telewizyjnej o słynnym kurierze podziemia Janie Karskim. W tym samym roku napisał scenariusz do filmu fabularnego „Kamienie na szaniec” w reż. Roberta Glińskiego.
W 2017 roku została wyemitowana w TVP sztuka Rettingera o agentce polsko-brytyjskiej w czasie II wojny, Krystynie Skarbek, „Wojna moja miłość”, w reż. Wojciecha Nowaka.

### Teatr
W 2008 r. Łódzki Teatr Powszechny wystawił jego satyrę z życia polityków „Psycho-tera-polityka”, za którą otrzymał pierwszą nagrodę na I Ogólnopolskim Konkursie Komedii w Łodzi. Krakowski teatr STU wystawił tę sztukę w 2016 r. „Psycho-tera-polityka” była też wystawiona w Czechach, Słowacji i Rumunii.

### Literatura
W 2012 r. opublikował swoją pierwszą książkę, powieść fantasy „Jonatan – Czas Przepowiedni”. W 2013 r. następną powieść, z pogranicza fantasy i science fiction, „Brainman”. W 2014 r. natomiast ukazał się jego żartobliwy kryminał „Elita”, w którym sportretował nowobogackie środowisko Konstancina. Był to też rok publikacji utworu, który cieszył się dużym zainteresowaniem czytelników: kryminału „Klasa”, którego tłem jest konflikt polityczny toczący się wokół złóż tytanu na będącym pod ochroną obszarze Pojezierza Suwalskiego. Akcja jego drugiej części, „Sokół”, której bohaterem jest ten sam oficer kontrwywiadu, toczy się m.in. w Afganistanie.
Opublikowana w 2016 r. powieść „Wiara i tron” dzieje się w X wieku, a jej główna postacią jest Święty Wojciech. „Talizmany” opublikowane w 2017 r. są historią poszukiwania renesansowego skarbu.

## Filmografia
- 1978: Akcja pod Arsenałem (asystent reżysera)
- 1986: Gra w ślepca (scenariusz i reżyseria)
- 2006: serial Apetyt na miłość (scenariusz)
- 2007: serial Ekipa (scenariusz, rola epizodyczna)
- 2008: Pora mroku (scenariusz)
- 2011: serial Układ warszawski (idea i scenariusz)
- 2013: serial Głęboka woda, sezon 2 (scenariusz kilku odcinków)
- 2010: Milion dolarów (scenariusz)
- 2014: Kamienie na szaniec (scenariusz)

## Powieści
- Jonatan – Czas Przepowiedni. Oficyna Wydawnicza Rytm, Warszawa 2013 ISBN 978-83-739-9556-7.
- Brainman. Ed. Jaguar, Warszawa 2013 ISBN 978-83-768-6171-5.
- Klasa. Wydawnictwo Otwarte, Kraków 2014 ISBN 978-83-7515-311-8.
- Elita Ed. Harlequin Mira, Warszawa 2014 ISBN 978-83-276-0982-3.
- Sokół. Ed. Otwarte, Kraków 2015 ISBN 978-83-7515-351-4.
- Wiara i tron. Święty Wojciech i początki Polski Ed. WAM, Kraków 2016 ISBN 978-83-277-1146-5.
- Talizmany Edipresse Polska, Warszawa 2017 ISBN 978-83-794-5744-1.

## Nagrody
- 1986: Najlepszy debiut reżysera (Koszaliński Festiwal Debiutów Filmowych „Młodzi i Film”).
- 2008: I Ogólnopolski Konkurs Komedii za „Psycho-Tera-Polityka”